# Fabricom
Fabricom is een Belgische industriële multinationale onderneming die voornamelijk actief is in de energiesector. Het bedrijf werd opgericht na de Tweede Wereldoorlog en speelde een belangrijke rol bij de bouw van de Belgische kerncentrales Tihange en Doel. Vandaag maakt het bedrijf als Equans Fabricom deel uit van Equans, het voormalige Engie Fabricom, dat door het Frans telecombedrijf Bouygues in 2022 is overgenomen geweest.

## Geschiedenis
Het bedrijf werd opgericht in 1946 als een kmo actief in de Belgische elektriciteitssector. In de jaren 50 groeit het bedrijf sterk en bouwt het mee aan het Belgische hoogspanningsnet en de nucleaire onderzoeksreactor Belgian Reactor 2 in Mol. Vanaf 1971 is Fabricom betrokken bij de bouw van de kerncentrales van Doel en Tihange.
Vanaf het einde van de jaren 80 creëert Fabricom verschillende buitenlandse filialen, voornamelijk door overnames van andere bedrijven. Tijdens de jaren 90 koopt het Franse bedrijf SUEZ het Belgische Tractebel op. Tractebel was een belangrijke aandeelhouder van Fabricom. Van 2001 tot 2009 wordt het Lappersfortbos, eigendom van Fabricom drie maal bezet uit protest door de geplande kap van (een deel van) het bos door Fabricom. In 2002 neemt Fabricom haar belangrijke Nederlandse concurrent GTI over. Van 2006 tot 2009 wijzigt de naam hierdoor tijdelijk naar Fabricom GTI. In 2008 wordt het bedrijf deel van de groep GDF SUEZ (het huidige Engie). In 2012 fuseert Fabricom met Cofely. Cofely was een Frans bedrijf dat in 2009 ontstond door de fusie van de Franse onderhoudsfirma's Cofathec (eigendom van Gaz de France) en Elyo (eigendom van SUEZ). Van 2012 tot 2016 wijzigt de naam naar Cofely Fabricom. De onderhoudsactiviteiten (Cofely services) worden in 2016 echter weer afgesplitst als Engie Cofely, zodat Fabricom terug verdergaat onder de naam (Engie) Fabricom.

### Axima
In 1963 richt Fabricom een dochterbedrijf Compagnie Générale de Chauffe op (tezamen met de Franse bedrijven Compagnie Générale de Chauffe (Frankrijk) en oliemaatschappij Elf. In 1992 wordt Fabricom de enige aandeelhouder van CGC, dat de nieuwe naam Axima krijgt (vandaag Engie Cofely).

## Projecten
- Belgische kerncentrales
- Tweede Scheldebrug Temse
- Nieuw Gerechtsgebouw Antwerpen
- Diaboloproject Brussels Airport
- London Array windmolenpark
- Noorderlijn Antwerpen